# 沙田神社

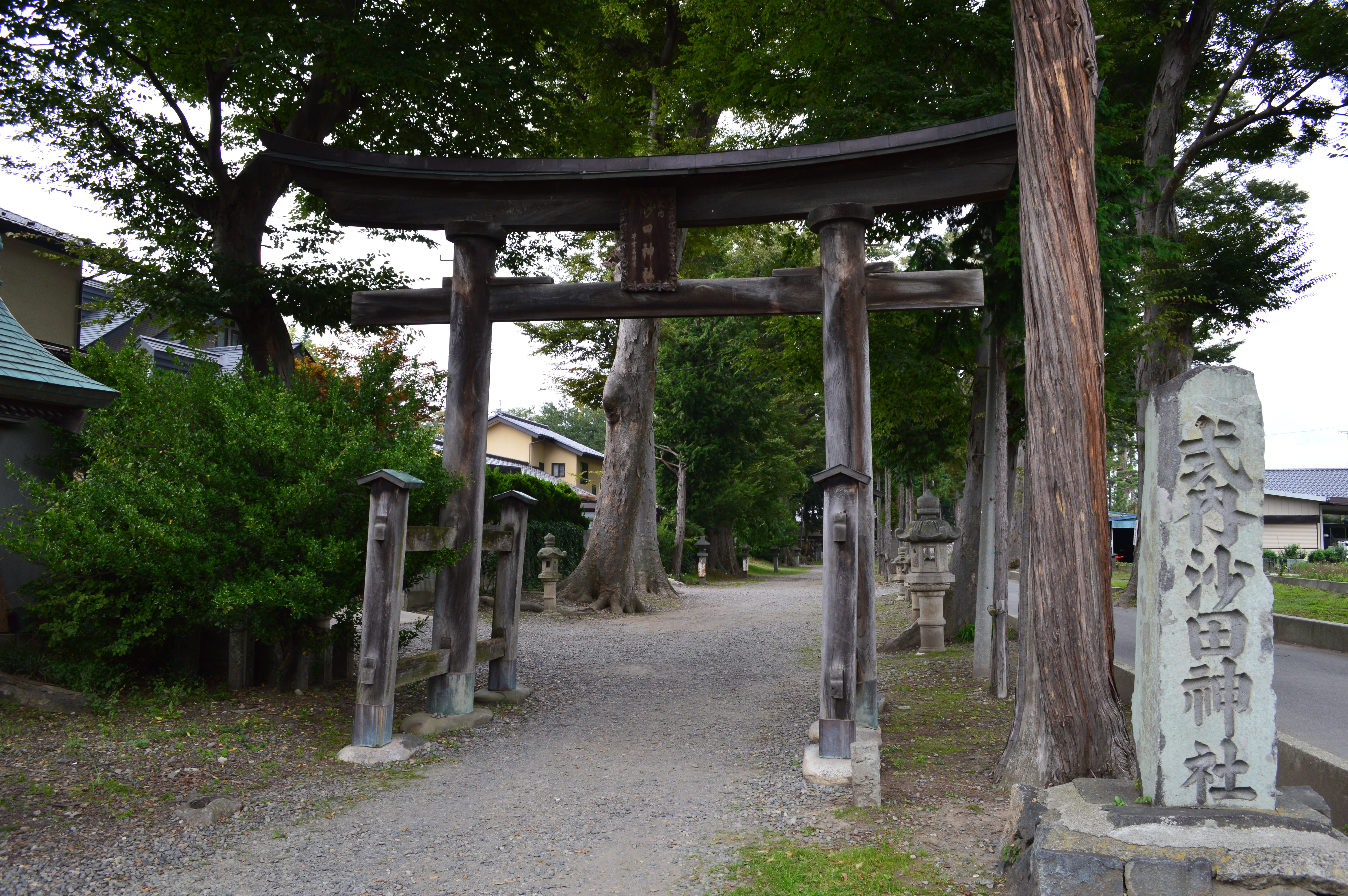
二の鳥居

沙田神社（いさごだじんじゃ）は、長野県松本市島立三ノ宮にある神社。式内社、伝信濃国三宮で、旧社格は県社。神紋は「三階菱」。

## 祭神
祭神は以下の3柱。
- 彦火火見尊 （ひこほほでみのみこと）
- 豊玉姫命 （とよたまひめのみこと）
- 沙土煮命 （すいじにのみこと）

以上の3神は海神系と天津神系と見られているが、当社は御柱を建てる諏方神社系の祭祀も行なっている。なお、祭神を景行天皇皇子の五十狭城入彦命と伝える説もある。

## 歴史

### 創建
社伝によると、古くは筑摩郡鷺沢嶽（現・松本市波田鷺沢）に鎮座していたという。そして大化5年（649年）6月28日、信濃国司が勅命を奉じ初めて勧請して創祀した。その後、大同年間（806年-810年）に坂上田村麻呂が有明山の妖賊討伐にあたって、本社の神力が効したとして国司と共に社殿を造営したと伝える。
以上の伝承から、当社は波田から流れ出る梓川の水霊を祀ることに始まったと見られ、鷺沢の旧跡地と伝わる地には当社の奥社が立っている。また、現在の本社は梓川の水を引き入れた古代条里的遺構の上にあり、当地開発当初からの古社であるとも推定されている。境内からは土器・石器のほか、古墳時代の鉄鍬、中世・近世の薙鎌が出土し、神宝とされている。

### 概史
社伝によると、仁寿元年（851年）に勅評によって社の造営があり、仁寿3年（853年）には二条大納言有季を勅使として神位を賜ったともいう。
延長5年（927年）成立の『延喜式』神名帳では信濃国筑摩郡に「沙田神社」と記載され、式内社に列している。なお、『日本三代実録』貞観9年（867年）3月11日条に載る「梓水神」を当社にあてる説もある。
鎌倉時代後期には、元亨（1321年-1323年）から正中（1324年-1325年）の戦火により社殿が焼失し、本社のみ残ったという。その後、島立右近が松本城を築くとともに、その産土神として当社を補修した。松本城主は代々当社を裏鬼門除けとして重視し、神領を寄進した。当社が松本城に向かって東面しているのは、その鎮護のためとされる。
また、当社は信濃国三宮と見られ古くから「三の宮」と呼ばれていたという。現在も地元には「産の宮」の呼称があり、安産の神としても崇められている。なお、安曇野市の穂高神社も三宮とされている。
明治5年（1872年）に近代社格制度において郷社に列し、明治34年（1901年）には県社に昇格した。明治40年（1907年）には神饌幣帛料供進社に指定された。

## 境内
本殿、拝殿、神楽殿のほか、御子安神社がある。本殿は文化5年（1808年）の建築とされている。

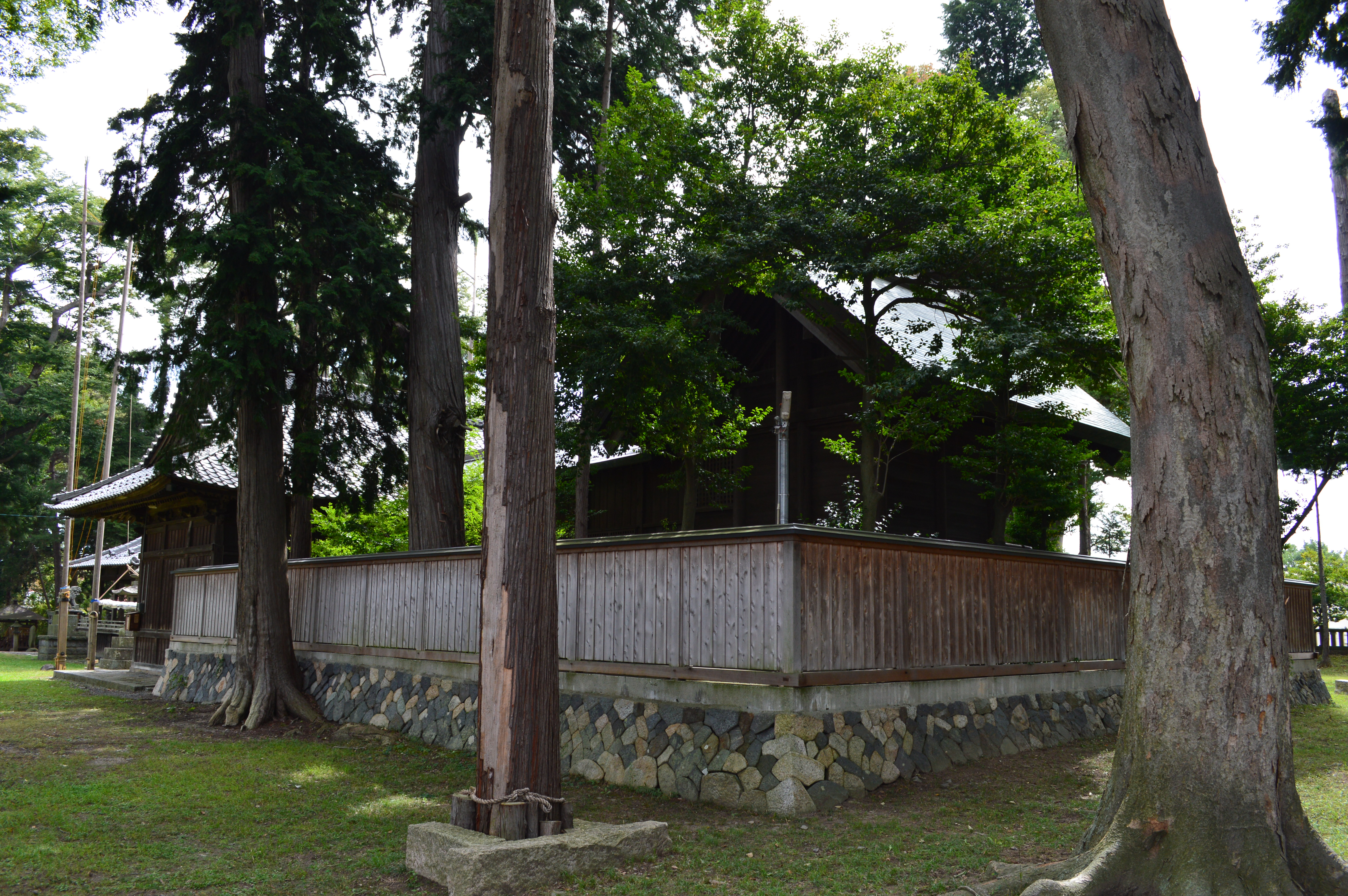
本殿 神明造
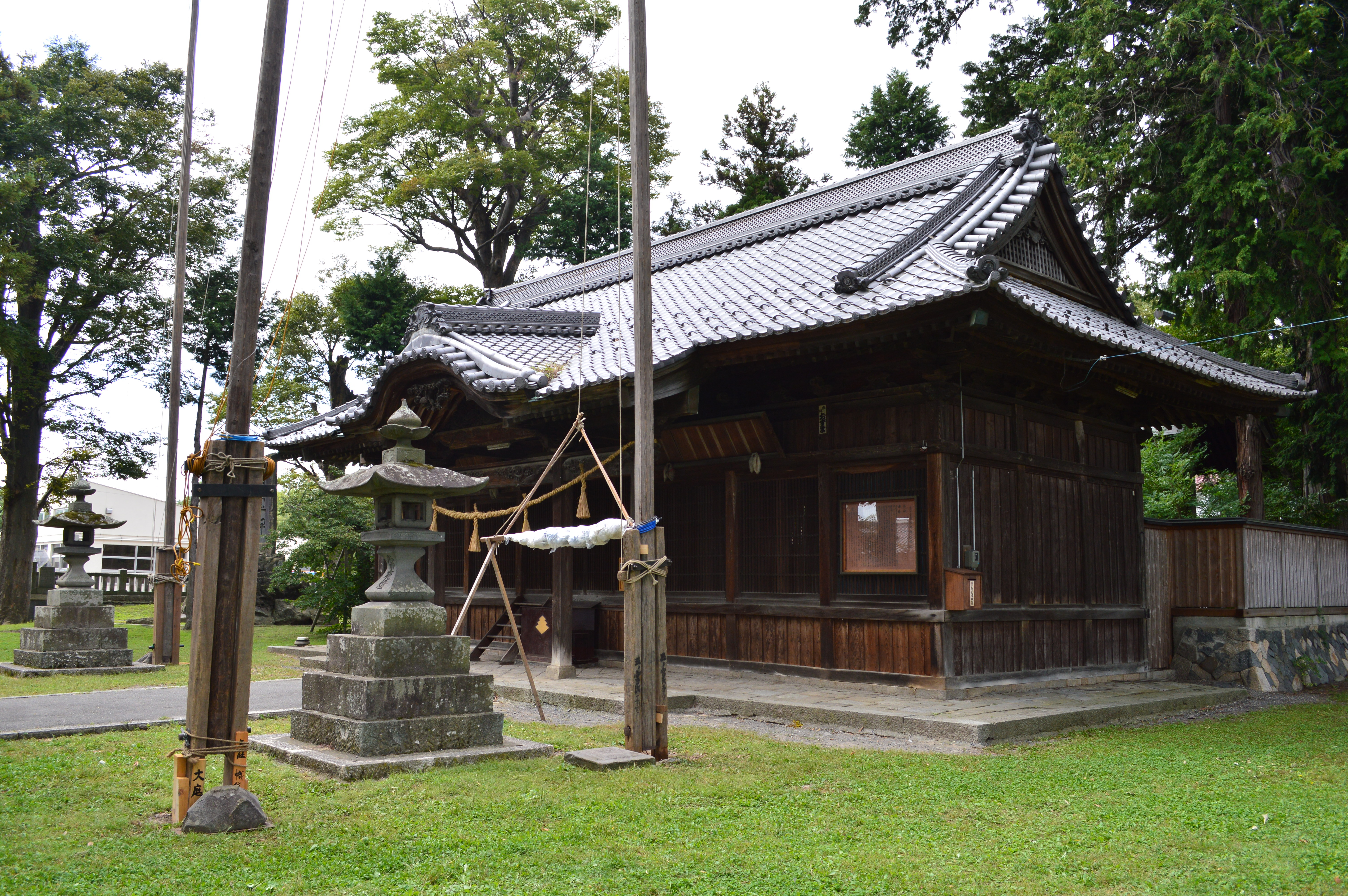
拝殿
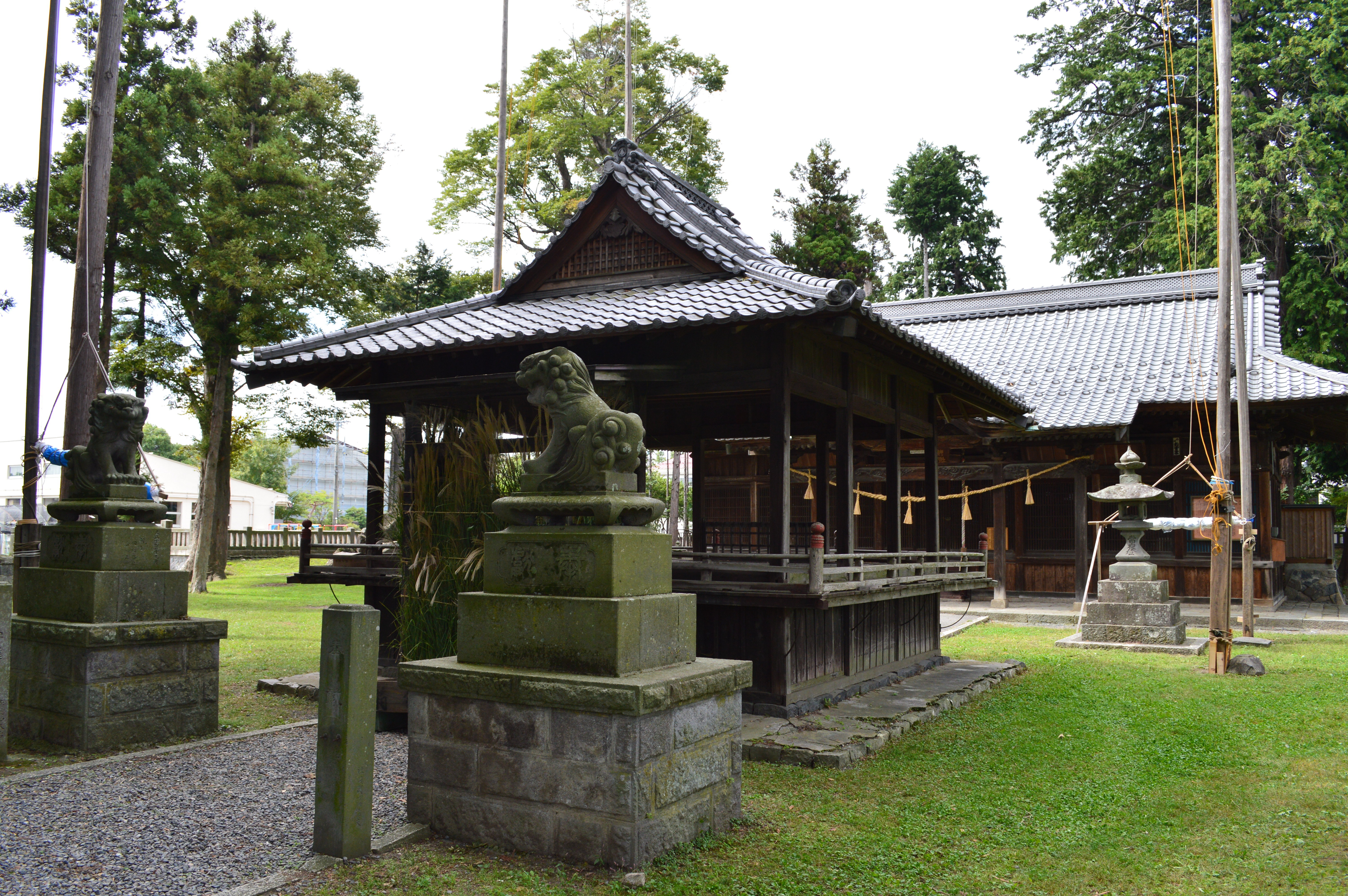
仮殿
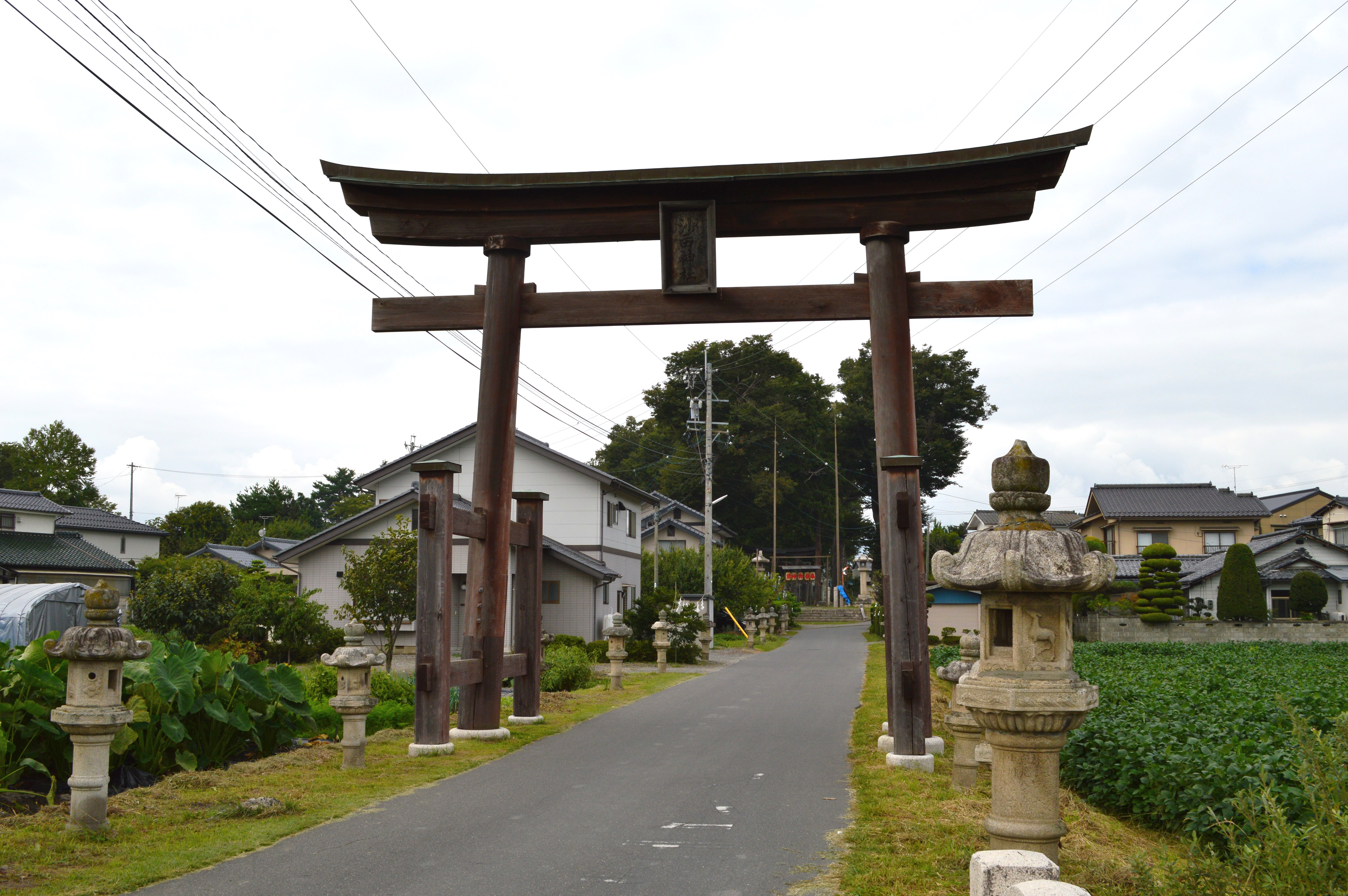
一の鳥居

## 摂末社

### 奥社
奥社は、松本市波田鷺沢に鎮座する。梓川上流の沢の1つを登った地に石祠として立っている。鷺沢嶽には「斎殿石（さいでんせき）」という巨岩があるという。なお、御柱祭の見立ては古くは鷺沢山で行なっていたといわれるが、現在は波田の山林で行なわれている。

### 境内社
- 子安社など

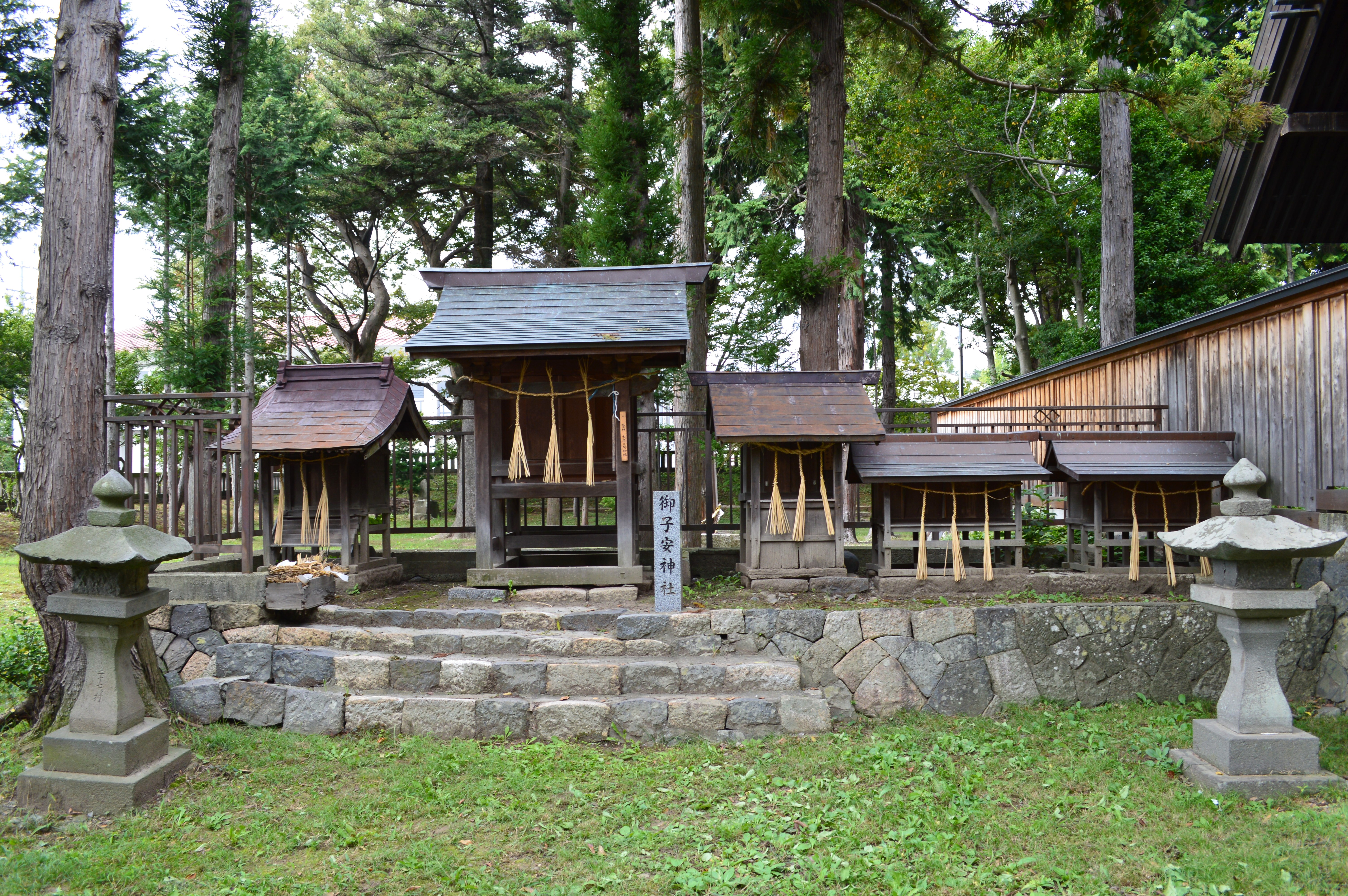
境内社

## 祭事

### 式年祭
- 式年御柱祭 （6年に1度、卯年と酉年）[7]
  - 山出式 （4月中の酉の日）
  - 曳廻 （例祭当日）

6年に1度、卯年と酉年の例大祭に合わせて行われる。4本の御柱を波田の旧松本藩が所有していた「御林」から伐り出して、国道158号沿道を曳き出す。御柱立ては一の柱が中村・三ノ宮村、二の柱が島立町村・永田村、三の柱が大庭村・小柴村、四の柱が荒井村・堀米村と、いずれも中世の島立郷の郷村が担当した。松本盆地の他の御柱祭と異なり、諏訪大社の形式で行われ、史料で確認できる最も古い例は正徳3年（1713年）である。昔から「人を見るなら一之宮（諏訪大社）、綺羅を見るなら二之宮（小野神社）、衣装見るなら三之宮」と言われ、各柱毎に衣装を凝らしてある。松本市から無形民俗文化財に指定されている。

### 年間祭事
- 歳旦祭 （1月1日）
- 交通安全祈願祭 （1月3日）
- 竈神祭 （1月20日）
- 祈年祭 （5月3日）
- 大祓 （6月30日）
- 風神祭 （8月27日）
- 例大祭 （9月26日-27日）
  - 前夜祭 （9月26日）
  - 本祭 （9月27日）
- 七五三祈願祭 （11月15日）
- 新穀祈願祭 （11月23日）
- 大祓祭 （12月30日）

## 文化財

### 松本市指定重要無形民俗文化財
- 島立沙田神社の御柱祭り - 平成12年6月30日指定。

## 現地情報
所在地
- 長野県松本市島立三ノ宮3316

交通アクセス
- 鉄道：松本電鉄上高地線 大庭駅 （徒歩約8分）